# Ławra Poczajowska
Ławra Poczajowska, pełna nazwa ławra Zaśnięcia Matki Bożej w Poczajowie (ukr. Почаївська Свято-Успенська Лавра) – prawosławny klasztor w Poczajowie, w rejonie krzemienieckim obwodu tarnopolskiego na Wołyniu (Ukraina). Podlega jurysdykcji Ukraińskiego Kościoła Prawosławnego Patriarchatu Moskiewskiego na prawach stauropigii i stanowi najważniejszy ośrodek prawosławnego życia monastycznego na Wołyniu i drugi na całej Ukrainie (po ławrze Peczerskiej w Kijowie). Jest jednym z trzech klasztorów prawosławnych o statusie ławry (w całym patriarchacie moskiewskim tym tytułem może posługiwać się pięć monasterów) na Ukrainie.
Pojedynczy mnisi anachoreci osiedlali się na wzgórzu już w XII wieku. Po 1240 miejsce, gdzie powstał monaster, było już uważane przez miejscową ludność jako teren szczególnie wybrany przez Matkę Bożą. W 1597, dzięki wsparciu finansowemu Anny Hojskiej z Kozińskich, w Poczajowie mógł powstać prawosławny klasztor cenobityczny. Fundatorka przekazała wspólnocie Poczajowską Ikonę Matki Bożej, czczoną w Kościele prawosławnym jako cudotwórczą. W latach 1604–1651 przełożonym monasteru był ihumen Hiob, późniejszy święty prawosławny. W czasie kierowania przez niego wspólnotą klasztor był ważnym ośrodkiem przeciwników unii brzeskiej. Według prawosławnej tradycji, w 1675 r. doszło do cudownego ocalenia monasteru przed najazdem tureckim, za sprawą bezpośredniej interwencji Maryi.
Na początku XVIII wieku monaster przyjął unię i do 1833 był administrowany przez zakon bazylianów. W okresie tym powstała większość istniejących do dziś budynków klasztornych, w tym główny sobór Zaśnięcia Matki Bożej w stylu rokoko (ufundowany przez Mikołaja Bazylego Potockiego), zaś kult Poczajowskiej Ikony Matki Bożej rozszerzył się na cały teren Rzeczypospolitej (był odtąd obecny nie tylko wśród chrześcijan wschodnich obrządków). W 1773 obraz ten został koronowany z błogosławieństwa papieskiego. Bazylianie prowadzili w Poczajowie drukarnię i oni jako pierwsi zaczęli nazywać monaster ławrą.
W konsekwencji rozbiorów Rzeczypospolitej Poczajów znalazł się w 1795 w granicach Imperium Rosyjskiego. W 1833, z powodu poparcia bazylianów dla powstania listopadowego, klasztor został skonfiskowany przez władze rosyjskie i oddany Rosyjskiemu Kościołowi Prawosławnemu. Od tego momentu jest on męską wspólnotą tego wyznania. Mnisi prawosławni usunęli z wyposażenia monasterskich cerkwi elementy pochodzenia łacińskiego. Najważniejszą inwestycją budowlaną dokonaną w czasie przynależności ławry Poczajowskiej do Imperium Rosyjskiego było wzniesienie soboru Trójcy Świętej, jednego z najważniejszych zabytków wczesnego modernizmu rosyjskiego. W ostatnich dekadach XIX wieku i pierwszych wieku XX ławra Poczajowska stała się ośrodkiem rosyjskiego nacjonalizmu i Czarnej Sotni.
Po odzyskaniu niepodległości przez Polskę monaster znalazł się w jurysdykcji Polskiego Autokefalicznego Kościoła Prawosławnego i był jego największym sanktuarium i ośrodkiem pielgrzymkowym. Honorowy tytuł przełożonego ławry Poczajowskiej przysługiwał metropolicie warszawskiemu i całej Polski. W 1939, gdy wschodnie województwa II Rzeczypospolitej zostały zagarnięte przez ZSRR, monaster ponownie przyjął zwierzchnictwo Rosyjskiego Kościoła Prawosławnego. Funkcjonował przez cały okres II wojny światowej. Nie został również nigdy zamknięty w czasie powojennej przynależności do Związku Radzieckiego, chociaż mnisi byli – zwłaszcza w latach 60. XX wieku – poddawani szykanom i stracili cały majątek klasztorny. Od 1990 funkcjonuje w jurysdykcji Ukraińskiego Kościoła Prawosławnego Patriarchatu Moskiewskiego, tradycyjnie opowiadając się za zachowaniem przez patriarchat moskiewski zwierzchności nad prawosławnymi strukturami na Ukrainie. Przywilej stauropigii uzyskał w 1997. Honorowym przełożonym wspólnoty jest od tego roku metropolita kijowski i całej Ukrainy, którego na miejscu reprezentuje namiestnik noszący tytuł biskupa poczajowskiego. Aktualnie (2019) jest nim metropolita Włodzimierz (Moroz).
Najważniejszymi przedmiotami kultu w ławrze Poczajowskiej są Poczajowska Ikona Matki Bożej, kamień z odbitą stopą Matki Bożej oraz relikwie Hioba Poczajowskiego. Klasztor położony jest na wzgórzu górującym nad miasteczkiem Poczajów.

## Historia

### Początki

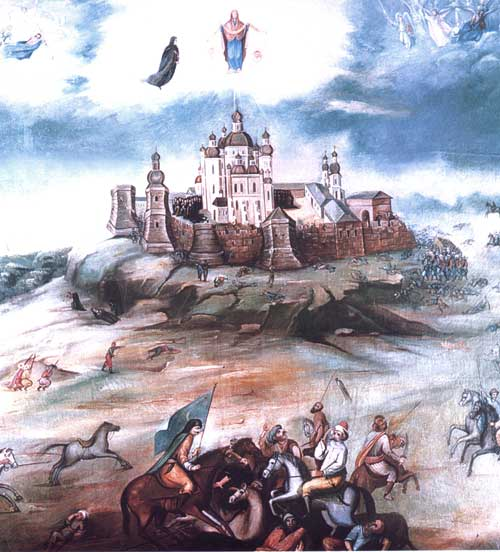
Objawienie Matki Bożej nad Górą Poczajowską z Hiobem, 23 lipca 1675 w momencie najazdu turecko-tatarskim wojskiem (obraz z 1800). Przedstawione budynki ławry obrazują jej stan z początku XIX wieku

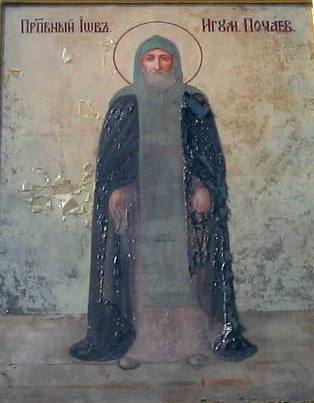
Fresk z postacią św. Hioba Poczajowskiego

Ławra Poczajowska w 1791, obraz Zygmunta Vogla

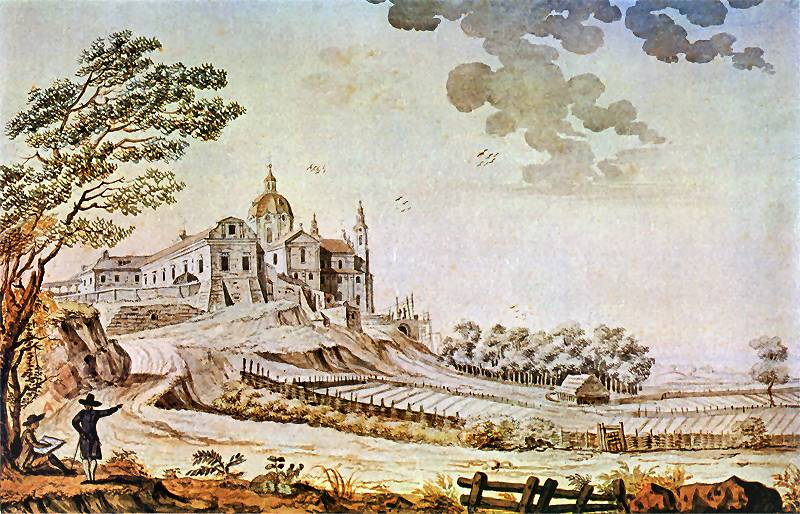
Klasztor według Vogla

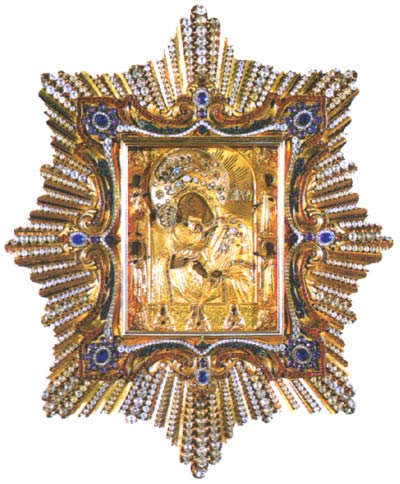
Poczajowska Ikona Matki Bożej

Nie została ustalona dokładna data pojawienia się na Górze Poczajowskiej pierwszych prawosławnych mnichów-anachoretów, ani rok powstania pierwszej zorganizowanej wspólnoty monastycznej, jednak zakonnicy żyli na tym terenie – w samodzielnie zbudowanych szałasach lub jaskiniach – już w XII wieku, przed budową klasztoru. Tradycja prawosławna mówi o pierwszych objawieniach maryjnych na górze już w 1198. Rzadziej występuje pogląd o funkcjonowaniu siedzib mnichów na wzgórzu poczajowskim jeszcze przed chrztem całej Rusi. Ośrodek monastyczny w tym ujęciu miałby powstać z inspiracji uczniów świętych Cyryla i Metodego. Jeszcze inna wersja przypisuje utworzenie klasztoru mnichowi Metodemu z Athosu, który miał zacząć formowanie wspólnoty i budowę pierwszych budynków sakralnych w 1219. Mnisi skupiali się wokół cerkwi Przemienienia Pańskiego.
W czasie najazdów tatarskich na Ruś Kijowską na terenie Poczajowa i okolic schroniła się grupa zakonników z ławry Peczerskiej. Według legendy w czasie najazdu tatarskiego z 1240 ponad górą ukazała się Matka Boża, co skłoniło Tatarów do odstąpienia od niej. Na skale góry po objawieniu miał pozostać ślad stopy o uzdrawiającej mocy, co ostatecznie skłoniło mnichów do stałego osiedlenia się w tym miejscu. Późniejsi badacze wskazywali, iż cudowny odcisk stopy w rzeczywistości był najprawdopodobniej znakiem granicznym prasłowiańskiego opola, podobnie jak analogiczne przedmioty kultu przechowywane w katolickiej kaplicy w Bereźcach i w klasztorze dominikanów w Podkamieniu.
Inne źródła wskazują właśnie datę 1240 jako moment powstania klasztoru i mnichów ławry Peczerskiej jako jego rzeczywistych twórców. Spotyka się również twierdzenia, by to rok 1260 był datą pierwszego objawienia – w tej wersji nie jest ono łączone z najazdem tatarskim. Monaster szybko został uznany przez miejscową ludność prawosławną za miejsce pozostające pod szczególną opieką Matki Boskiej, sprzyjające cudom.

### W I Rzeczypospolitej

#### Klasztor prawosławny
W II połowie XVI wieku wielkim dobroczyńcą wspólnoty monastycznej Poczajowa była żona sędziego łuckiego Hojskiego Anna (z domu Kozińska), która wielokrotnie wspierała mnichów materialnie, zaś w 1597 przyczyniła się do rozwoju stałego, cenobitycznego monasteru Zaśnięcia Matki Bożej (powstałego w Poczajowie najpóźniej na pocz. XVI w.) oraz podarowała dla niego ikonę Matki Bożej, jaką sama otrzymała w 1567 od metropolity Neofita, późniejszego patriarchy Konstantynopola. Już wtedy wizerunek ten miał posiadać moc czynienia cudów – bratanek Anny Hojskiej, Filip Koziński, miał odzyskać wzrok po modlitwie przed nim.
W 1623 spadkobierca Anny Hojskiej, jej siostrzeniec Andrzej Firlej, kalwinista, najechał na klasztor, obrabował cerkiew monasterską i zabrał z niej ikonę Matki Bożej. Dopuszczał się on także porwań mnichów i uniemożliwił zakonnikom dostęp do jedynej studni u podnóża wzniesienia, na którym znajduje się monaster. Wówczas na polecenie przełożonego, ihumena Hioba, zakonnicy wykopali nową, 38-metrową, w obrębie kompleksu klasztornego. Również dzięki staraniom Hioba w 1643 Trybunał Lubelski polecił zwrot wizerunku, co faktycznie nastąpiło. I połowa XVII wieku była okresem rozkwitu monasteru. Był on w dużej mierze zasługą ihumena Hioba (Żelezo), który pełnił funkcję przełożonego monasteru w latach 1604–1651. W 1649 nad kamieniem z odciskiem stopy Matki Bożej z fundacji Teodora i Ewy Domaszewskich wzniesiono cerkiew Trójcy Świętej. Wizerunek fundatorów z modelem świątyni w dłoniach, dla ich upamiętnienia, znajduje się na fresku we wnętrzu cerkwi.
23 lipca 1675, według klasztornych kronik i prawosławnej tradycji, na górze doszło do cudownego ocalenia monasteru przed najazdem turecko-tatarskim. W momencie otoczenia monasteru przez wrogie wojska mnisi, pozbawieni możliwości obrony, zaczęli śpiewać kondakion O waleczna hetmanko (cerk. Wzbrannoj wojewodie). Wówczas na niebie pojawiła się Matka Boża z ihumenem Hiobem (zm. 1651), otaczając klasztor swoim płaszczem. Wystrzeliwane w kierunku mnichów pociski miały wracać i razić napastników. Kilku z nich przyjęło następnie prawosławie. Pamięć o tym wydarzeniu przetrwała w ludowych pieśniach śpiewanych na Wołyniu i w Galicji.

#### Klasztor unicki
Nie jest znany dokładny moment, w którym mnisi z monasteru poczajowskiego przeszli z Kościoła prawosławnego na unię. W ocenie Osadczego

Przechodzenie pod jurysdykcję hierarchii unickiej zwykłego ludu odbywało się dość często niepostrzeżenie, drogą naturalnej ewolucji ku powszechnie obowiązującym wzorcom. Podobnie sytuacja rozwijała się i w Poczajowie. Po zamętach powodujących rozluźnienie dawnych rygorystycznych porządków, promieniujący świętością na dalekie okolice monaster stopniowo wchodził w struktury Cerkwi unickiej. Nie był to akt jednorazowy bądź wynik zbiorowej świadomej konwersji czerńców ze świętej góry

W XVII stuleciu monaster w Poczajowie bez wątpliwości pozostawał jeszcze w rękach prawosławnych. W ocenie Osadczego przystąpienie mnichów poczajowskich do zakonu bazylianów prawdopodobnie nie nastąpiło przed 1720, gdyż na synodzie zamojskim, jaki miał miejsce w tym roku, nie było przedstawiciela poczajowskiego klasztoru. Według kronik bazyliańskich stał się on klasztorem unickim w 1739. Z kolei Mironowicz podaje datę 1712. Fakt ten łączył się z analogiczną zmianą przynależności kościelnej kilkudziesięciu innych ośrodków monastycznych na terenie dawnych prawosławnych eparchii łuckiej, lwowskiej i przemyskiej i wiązało się z konwersją ich ordynariuszy na unię.
Okres przynależności monasteru w Poczajowie do bazylianów był zarazem okresem jego najprężniejszego rozwoju. Wzniesiono w tym czasie większość funkcjonujących do dziś (2012) budynków mieszkalnych i sakralnych, zorganizowano drukarnię, zaś kult Poczajowskiej Ikony Matki Bożej rozprzestrzenił się na cały kraj.
Po przyjęciu unii monaster w Poczajowie uległ wyraźnej latynizacji. W 1755 zlikwidowany został obowiązujący w nim post w środy na rzecz sobotniego, zrezygnowano z zasady całkowitej wstrzemięźliwości od pokarmów mięsnych. Przełożeni wspólnoty zrezygnowali z tytułu ihumenów na rzecz łacińskiego określenia superior. Mnisi zaczęli strzyc długie włosy i golić brody, co w Kościele prawosławnym było zabronione, lub też nosić tonsury. Do świąt obchodzonych szczególnie uroczyście w klasztorze dodano nieznane wschodniej tradycji Boże Ciało oraz wspomnienia bł. Jozafata Kuncewicza, św. Jana Nepomucena, św. Antoniego Padewskiego i św. Stanisława Biskupa. W cerkwiach pojawiły się ławki, rzeźby, organy i ołtarze boczne. W muzyce liturgicznej zaczęto wykorzystywać instrumenty. Równocześnie w monasterze przetrwał kult św. Hioba Poczajowskiego. Mimo faktu, że był on mnichem prawosławnym i zdecydowanym przeciwnikiem unii brzeskiej, bazylianie nie tylko tolerowali publiczny kult Hioba, ale i bezskutecznie usiłowali doprowadzić do jego kanonizacji przez Kościół katolicki. W 1791 w drukarni bazyliańskiej wydany został żywot Hioba. Również to bazylianie zaczęli określać monaster w Poczajowie jako ławrę, chcąc podkreślić jego szczególne znaczenie dla życia monastycznego na ziemiach ruskich.
Drukarnia monasteru w Poczajowie, zgodnie z okólnikiem unickiego metropolity Atanazego Szeptyckiego, po 1733 była odpowiedzialna za publikację nowych ksiąg liturgicznych dla Kościoła unickiego w Rzeczypospolitej. Do tego momentu parafie unickie posługiwały się starszymi księgami, powstałymi w drukarniach prawosławnych, niezawierającymi Filioque ani wspomnienia imienia papieża. W drukarni poczajowskiej powstawały również wydawnictwa adresowane do niewykształconego odbiorcy – podręczniki, kalendarze, księgi lekarskie, zbiory pieśni liturgicznych (tzw. bohohłasnyki), litografie z wizerunkami świętych. Mnisi kolportowali je na terenie całego Wołynia, Podlasia, Polesia i Wileńszczyzny. Wielką popularność zyskały organizowane w klasztorze misje. Wpływ monasteru poczajowskiego na ludową kulturę religijną i folklor regionu był ogromny i pozostał widoczny także po likwidacji unii brzeskiej na Wołyniu i ponownym przekazaniu klasztoru mnichom prawosławnym.
W ostatnich dekadach przed I rozbiorem Polski protektorem ławry Poczajowskiej był Mikołaj Bazyli Potocki. Za sumę 60 tysięcy złotych polskich wzniósł on w monasterze sobór Zaśnięcia Matki Bożej. Rozbudowany w XVIII wieku monaster uważany jest za największe osiągnięcie architektury późnego baroku na terenie Wołynia.
Również dzięki zabiegom Potockiego 8 września 1773 Poczajowska Ikona Matki Bożej została ukoronowana jako cudowny obraz, koronami błogosławionymi przez papieża. Uroczystość ta odbyła się z udziałem tysiąca katolickich kapłanów obrządków wschodniego i łacińskiego oraz blisko 100 tysięcy wiernych, w asyście pułku kawalerii pod dowództwem hrabiego Ignacego Stępkowskiego i kompanii piechurów dubieńskiego zamku. Głównym celebransem był unicki biskup łucko-ostrogski Sylwester Rudnicki, z polecenia którego w głównej świątyni monasterskiej wzniesiono trzydzieści tymczasowych ołtarzy bocznych, zaś na ścianach cerkwi zawieszono portrety Mikołaja Bazylego Potockiego, króla Stanisława Augusta Poniatowskiego, biskupa Rudnickiego i papieża Klemensa XIV. Była to największa uroczystość religijna w ówczesnej Rzeczypospolitej i przyczyniła się do rozwoju kultu Poczajowskiej Ikony Matki Bożej także wśród katolików obrządku łacińskiego.
Latynizacja ławry Poczajowskiej nie była jednak całkowita. Wśród zakonników bazyliańskich z innych, bardziej konsekwentnie przyjmujących łacińskie zwyczaje monasterów, mieszkańcy klasztoru w Poczajowie byli pogardliwie określani „schizmatykami”.

### W Imperium Rosyjskim

#### Ponowne przejęcie monasteru przez prawosławnych

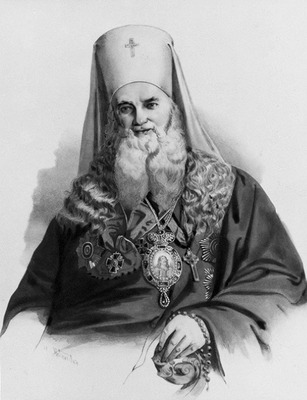
Antoni (Rafalski), jeden z pierwszych przełożonych ławry Poczajowskiej po jej przejęciu przez Rosyjski Kościół Prawosławny

Bezpośrednią przyczyną usunięcia przez cara Mikołaja I bazylianów z ławry Poczajowskiej stało się ich poparcie dla powstania listopadowego. 10 kwietnia 1831 zakonnicy udzielili gościny w klasztorze oddziałowi gen. Józefa Dwernickiego, wręczyli powstańcom zebraną wśród miejscowej szlachty zapomogę pieniężną, konie i zapasy żywności. Ośmiu mnichów dołączyło do oddziału, co zachęciło do podjęcia analogicznej decyzji także 45 świeckich mieszkańców Poczajowa. Zakonnicy jeździli po mieście z przypiętymi szablami, wołając „Panowie, za ojczyznę!”. Drukarnia monasterska opublikowała manifest adresowany do ziemian Ukrainy, Wołynia i Podola.
Gen. Fabian Sacken, dowódca I armii rosyjskiej i tymczasowy generał-gubernator wołyński i podolski Wasilij Lewaszow wystąpili z wnioskiem o kasatę klasztoru poczajowskiego bezpośrednio do cara Mikołaja I. Lewaszow zasugerował, by monaster został zwrócony prawosławnym. Mikołaj I 18 września 1831 podpisał ukaz, w którym przychylił się do tej sugestii. 26 października 1833 kwestię tę uszczegółowił ukaz Świątobliwego Synodu Rządzącego. Wobec niechęci miejscowych bazylianów do przyjęcia prawosławia na ich miejsce sprowadzono mnichów prawosławnych z innych monasterów. Klasztor miał być zamieszkiwany przez 46 mnichów (z czego 20 hieromnichów), pod kierownictwem przełożonego, który miał każdorazowo otrzymać godność biskupa wołyńskiego. Tym samym został on zaliczony do monasterów I klasy (zamieszkanych przez ponad 33 mnichów) i oficjalnie podniesiony do rangi ławry. Monaster w Poczajowie został czwartym w hierarchii monasterów męskich Rosyjskiego Kościoła Prawosławnego, za Ławrą Kijowsko-Pieczerską, Troicko-Siergijewską oraz Aleksandro-Newską.
Po włączeniu ławry Poczajowskiej do Rosyjskiego Kościoła Prawosławnego dokonano gruntownych zmian w wyglądzie i wyposażeniu klasztoru. Zgodnie z poleceniem Synodu, który ocenił sytuację ławry na podstawie raportu biskupa wołyńskiego Innocentego, zachowano początkowo ołtarz główny, usunięto natomiast obce prawosławnej tradycji organy, konfesjonały, ołtarze boczne i obrazy niezgodne z kanonami malarstwa ikonowego. Zamurowano wejście do krypty z grobem Mikołaja Potockiego i zalecono usunięcie kolumny z figurą Matki Bożej sprzed bramy głównej klasztoru. Zachowano natomiast późnobarokowy wygląd zewnętrzny świątyń.

#### Funkcjonowanie monasteru w latach 1832–1915
Powrót do Kościoła prawosławnego przyczynił się do ponownego ożywienia ruchu pielgrzymkowego przybywającego do ławry (ponownie wystawiono relikwie św. Hioba Poczajowskiego), jej budynki zostały ponadto wyremontowane. Wśród pielgrzymów odwiedzających klasztor byli carowie rosyjscy Mikołaj I, Aleksander II, Aleksander III i Mikołaj II. Wizyty władców Rosji upamiętniono, wznosząc nowe cerkwie św. Mikołaja i św. Aleksandra Newskiego, Aleksander II ufundował nowy ikonostas dla soboru Zaśnięcia Matki Bożej. Ławra Poczajowska była najważniejszym ośrodkiem teologicznym i kulturalnym prawosławia w zachodnich guberniach imperium carskiego. W pielgrzymkach do Poczajowa brała udział, oprócz mieszkańców Imperium Rosyjskiego, także greckokatolicka ludność z Galicji.
W XIX wieku budynki ławry Poczajowskiej były wielokrotnie remontowane i rozbudowywane. Kopuły cerkwi znajdujących się w obrębie kompleksu zostały przykryte blachą, odnowione zostały freski w ich wnętrzu. W tworzeniu nowych malowideł i konserwacji starych uczestniczyli sami mnisi oraz sprowadzeni na ten cel artyści z Petersburga. Nowe freski przedstawiały w pierwszej kolejności świętych patronów członków rodziny Romanowów oraz świętych związanych z ziemiami ruskimi (Nikitę Nowogrodzkiego, Sergiusza z Radoneża, metropolitę kijowskiego Aleksego, Dymitra z Rostowa, Juliannę Wołyńską, Eufrozynę Połocką, Febronię Muromską, Eufrozynę Suzdalską, Eudokię Moskiewską). W latach 60. i 70. mnisi wznieśli nowy gmach zakładu wyrobu świec, w jakim pracowali oraz dom pielgrzyma. W 1869 pożarowi uległ główny sobór kompleksu – cerkiew Zaśnięcia Matki Bożej, odnowiona w latach następnych. Źródłem utrzymania mnichów ławry była – obok ofiar wiernych – praca na posiadanej przez klasztor ziemi: w pasiece, ogrodzie i sadzie. Poza tym zakonnicy społecznie prowadzili szpital i szkołę. Przed 1914 część dochodu z nich była przekazywana na utrzymanie eparchii wołyńskiej. Z inicjatywy arcybiskupa wołyńskiego Antoniego przy monasterze powstała również pracownia ikonograficzna, która w zamyśle twórcy miała przyczynić się do odrodzenia rosyjskiego monumentalnego malarstwa sakralnego poprzez łączenie w nim inspiracji tradycyjną ikonografią staroruską ze współczesnym symbolizmem francuskim.
W pamięci miejscowej ludności prawosławnej pozostawał okres, gdy ławra Poczajowska pozostawała w rękach bazylianów. W związku z tym jeszcze w 1871, przy budowie nowej dzwonnicy, wzniesiono ją w stylu harmonizującym z całością barokowej architektury ławry, wprowadzając jako typowo rosyjski akcent jedynie niewielką cebulastą kopułkę.
Ławra Poczajowska była największym pod względem obszaru i liczby mnichów monasterem eparchii wołyńskiej, posiadała również najwyższe dochody ze wszystkich położonych w jej granicach ośrodków monastycznych. W 1909 wyniósł on 377 tys. rubli.

##### Ławra jako ośrodek nacjonalistycznej propagandy rosyjskiej

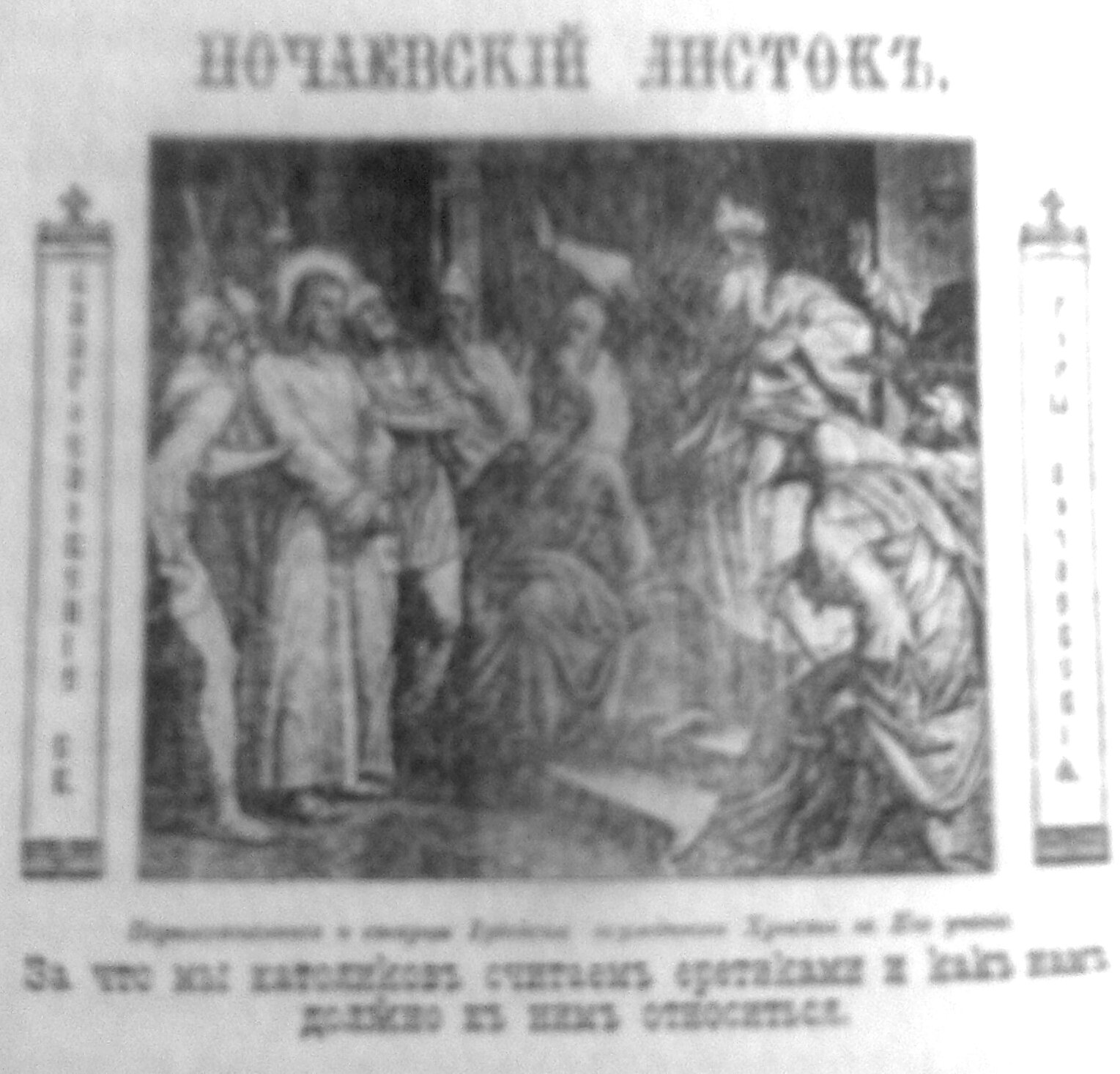
Pismo religijne Poczajewskij Listok

W 1905, po wydaniu przez cara Mikołaja II edyktu tolerancyjnego, znaczna część unitów zmuszonych do konwersji na prawosławie, żyjących na Podlasiu i Chełmszczyźnie, przeszła na katolicyzm obrządku łacińskiego. Tendencja ta przeraziła prawosławne duchowieństwo zachodnich guberni Imperium Rosyjskiego (ziem zagarniętych w wyniku rozbiorów Polski) i skłoniła je do masowego wstępowania w szeregi organizacji skrajnie nacjonalistycznych i konserwatywnych, tzw. Czarnej Sotni. Arcybiskup wołyński Antoni, sam związany z Czarną Sotnią, dodatkowo zachęcał duchownych do tego typu aktywności. Za sprawą Antoniego oraz archimandryty Witalisa, kierownika monasterskiej drukarni, również ławra Poczajowska stała się ośrodkiem rosyjskiego nacjonalizmu. Jak pisze Osadczy

Wydawnictwa Ławry zamieniły się w bardzo agresywne, antysemickie, wrogie wszelkim „nierosyjskim” siłom pisma, zawzięcie zwalczające katolicyzm, mazepiństwo, zgniły Zachód i tym podobne. Rażąco niechrześcijański duch przesiąkający wydawnictwa Ławry zmuszał do dystansowania się od nich nawet wysokich hierarchów Cerkwi z „obozu patriotycznego”

Biskup chełmski, a następnie wołyński Eulogiusz (Gieorgijewski) w swoich wspomnieniach pisał, że drukarnia poczajowska stanowiła instytucję de facto niezależną, zajmującą się wyłącznie propagandą polityczną w duchu radykalnego nacjonalizmu rosyjskiego.
Wyrazem tych zmian było również wzniesienie na początku XX wieku soboru Trójcy Świętej, kopii cerkwi pod tym samym wezwaniem znajdującej się na terenie ławry Troicko-Siergijewskiej. Budynek reprezentował styl neoruski i mimo wysokiego poziomu artystycznego w zupełności nie pasował stylistycznie do innych świątyń ławry. Równocześnie z soborem powstał nowy mur dookoła cerkwi, z reprezentacyjnymi Złotymi Wrotami.
W miarę wzmagania się nacjonalistycznego charakteru wydawnictw ławry władze austriackie z coraz większą niechęcią postrzegały pielgrzymki ukraińskiej ludności Galicji do Poczajowa (dokonywane najczęściej bez niezbędnych dokumentów uprawniających do przekroczenia granicy, jednak przy przyzwoleniu, a nawet pomocy ze strony rosyjskiej straży granicznej). Mimo tego kilkutysięczne grupy pątników w dalszym ciągu docierały, głównie z powiatów przygranicznych, na największe święta monasterskie. Działania takie wspierał i propagował ruch rusofilów galicyjskich. Galicyjscy pielgrzymi z reguły nie zdawali sobie sprawy z różnicy między Kościołem greckokatolickim, do którego należeli, a prawosławnym – obydwa były postrzegane jako jedna „ruska wiara”.
Pod koniec XIX wieku znaczne grupy chłopów ukraińskich z Galicji, w nadziei na otrzymanie ziemi w Rosji, dokonywały w Poczajowie konwersji na prawosławie. Przełożeni monasteru i biskupi wołyńscy nie ukrywali, że prowadzenie misji wśród galicyjskich grekokatolików uważają za podstawowe zadanie ławry Poczajowskiej. Dlatego wśród pątników przybywających do klasztoru prowadzono ożywioną propagandę prorosyjską, przybyszów izolowano od ludności miejscowej, by poznawali obraz życia w Rosji jedynie od nastawionych nacjonalistycznie mnichów. Od 1885 w ławrze Poczajowskiej kształcono ponadto młodzieńców z Galicji z przeznaczeniem na prawosławnych misjonarzy w rodzinnym regionie. Młodzi mężczyźni uczyli się zawodu i byli wychowywani w duchu niechęci do katolicyzmu. Po ukończeniu kursu przysięgali utrzymywać kontakt z przełożonym ławry, stawiać się w klasztorze raz w roku oraz na każde jego dodatkowe wezwanie, informować go o swoim miejscu zamieszkania w Galicji, a przede wszystkim prowadzić tam agitację prorosyjską i proprawosławną. Mimo wysiłków władz austriackich i hierarchii greckokatolickiej, zmierzających do zniechęcenia Ukraińców galicyjskich do pielgrzymek do Poczajowa, popularność sanktuarium nie spadła aż do wybuchu I wojny światowej w 1914. Nie zmienił tego również fakt, że w wielu przypadkach galicyjscy pielgrzymi, poszukujący w ławrze pomocy materialnej, byli źle traktowani przez mnichów.
Po zajęciu Galicji przez armię rosyjską w 1914, 10 września tegoż roku biskup krzemieniecki Dionizy przeprowadził w ławrze Poczajowskiej masową konwersję 500 Ukraińców galicyjskich. Rosyjska hierarchia planowała, iż mnisi poczajowscy wezmą aktywny udział w procesie nawracania na prawosławie greckokatolickiej ludności Galicji, co ostatecznie nie doszło do skutku.

### Bieżeństwo
Opisywane projekty musiały zostać zarzucone wobec klęsk wojsk rosyjskich. W 1915, na fali bieżeństwa, arcybiskup wołyński Eulogiusz przeprowadził wówczas ewakuację całego prawosławnego duchowieństwa eparchii. Z Poczajowa wyjechała większość zakonników. Zabrali oni ze sobą relikwie św. Hioba Poczajowskiego, najcenniejsze ikony oraz wyposażenie drukarni klasztornej. Wywieziony majątek ławry trafił do Charkowa, cudowna ikona i relikwie św. Hioba – do Żytomierza. Drukarnia klasztorna została przewieziona do Kijowa, a stamtąd dalej do Moskwy. W Ławrze pozostało trzydziestu mnichów.
W tym samym roku do monasteru wkroczyła armia austro-węgierska, która zajęła budynki na swoją kwaterę, pozostawiając na miejscu jedynie 80-letniego archimandrytę, zaś pozostałych mnichów zmuszając do wyprowadzki. Żołnierze zdewastowali zabudowania monasteru, równocześnie doprowadzając do niego wodę bieżącą oraz elektryczność. Po ofensywie Brusiłowa wspólnota mnisza mogła wrócić do Poczajowa. Powroty mnichów trwały w 1918, kiedy monaster znajdował się w granicach Ukraińskiej Republiki Ludowej. Zakonnicy otrzymali zgodę władz na uprawianie należących do nich majątków, jednak 8 stycznia 1919 stracili ją, gdy wydany został dekret o nacjonalizacji ziemi.
W czasie wojny polsko-bolszewickiej ławra Poczajowska poniosła kolejne straty, gdyż żołnierze Armii Czerwonej dokonali wyrębu części lasów monasterskich, odbierali mnichom żywy inwentarz i cenniejsze elementy wyposażenia budynków. Gdy na mocy traktatu ryskiego Poczajów znalazł się ostatecznie w granicach II Rzeczypospolitej, stan techniczny budynków był bardzo zły. Mnisi byli jednak zdecydowani przeprowadzić niezbędne remonty i odtworzyć życie monastyczne w monasterze w dawnym kształcie.

### W II Rzeczypospolitej
W 1929 Mieczysław Orłowicz pisał w swoim Ilustrowanym przewodniku po Wołyniu o istnieniu przy ławrze fabryki świec, apteki, szpitala, sadu oraz pracowni ikonopisarskiej. Istniała także stacja energetyczna, dostarczająca prąd dla całego Poczajowa.
W okresie międzywojennym ławra Poczajowska przekazywała 1/3 uzyskiwanego dochodu na utrzymanie prawosławnego metropolity warszawskiego i całej Polski. Pozostałe fundusze były przekazywane konsystorzowi prawosławnemu w Krzemieńcu i dzielone między mnichów, którzy mogli z nich zakupywać rzeczy osobiste (np. obuwie). Ławra nieregularnie wspierała również inne prawosławne instytucje. W latach 1920–1921 większa część majątku ziemskiego monasteru została znacjonalizowana, zaś część bez stosownego tytułu prawnego przejął 11 pułk ułanów. W 1921 Powiatowy Komitet Nadawczy w Łucku zdecydował o zachowaniu w rękach mnichów 100 dziesięcin lasu i 200 dziesięcin ziemi ornej. Majątek ten nie wystarczał dla utrzymania 150-osobowej wspólnoty i mnisi byli zmuszeni do ubiegania się o dodatkową pomoc państwa. Dzięki zabiegom metropolity warszawskiego Jerzego w 1922 premier i minister wyznań religijnych i oświecenia publicznego Antoni Ponikowski ostatecznie zgodził się na uznanie majątku ławry Poczajowskiej za beneficjum metropolitów warszawskich i odwołanie wcześniejszych decyzji nakazujących nacjonalizację znacznej części jej dóbr. Sprawa ta nie została jednak precyzyjnie uregulowana. W marcu 1924 minister rolnictwa domagał się ponownego rozpatrzenia sprawy monasteru przez radę ministrów, twierdząc, że majątek przyznany klasztorowi jest niewłaściwie użytkowany: służy utrzymaniu 238 zakonników i 100 diakonów, zamiast pełnić funkcję metropolitalnego beneficjum. Natomiast w 1926 komisarz ziemski rozparcelował 200 dziesięcin ziemi monasterskiej pod wpływem osadników wojskowych. Niepewna sytuacja prawna majątku ławry Poczajowskiej sprawiła, że miejscowi chłopi wielokrotnie bezprawnie użytkowali przynależące jej ziemie i lasy. Przed sądami II Rzeczypospolitej toczyło się kilka spraw, w tym o nielegalną wycinkę drzew. Wspólnota ławry wydzierżawiła część posiadanych nieruchomości prywatnym osobom lub instytucjom. Dopiero 23 czerwca 1939 ustawa sejmowa potwierdziła zachowanie w rękach mnichów 1143 dziesięcin ziemi, w tym ogrodów, stawów, ziemi ornej, pasieki i nieużytków, 13 obiektów mieszkalnych i 50 gospodarczych.
W 1929 episkopat Kościoła rzymskokatolickiego w Polsce skierował do Sądu Najwyższego w Polsce szereg pozwów o przekazanie obiektów sakralnych należących do Kościoła prawosławnego. Jednym z ośrodków kultu, o których zwrot się ubiegał, była ławra Poczajowska. Żądanie to wywołało w Polskim Autokefalicznym Kościele Prawosławnym oburzenie i poczucie zagrożenia. W listopadzie 1929 namiestnik ławry, archimandryta Damaskin, wydał nakaz zamykania bram monasteru o zmroku i niewpuszczania na jego teren nieznanych osób. Wśród wiernych rozpoczęto zbiórkę funduszy na opłacenie sądowej obrony przynależności monasteru do PAKP. W pozwie sądowym rzymskokatolicki episkopat wycenił wartość majątku ławry na 2000 zł. Przeciwko rewindykacji klasztoru występowali ukraińscy i białoruscy parlamentarzyści II RP, stosowne skargi przesłane zostały nawet do Ligi Narodów. W 1934 Sąd Najwyższy stwierdził, iż rozstrzyganie kwestii przynależności świątyń nie należy do jego kompetencji.
W ostatnich latach dwudziestolecia międzywojennego ławra Poczajowska, nie tracąc swojego znaczenia dla kultu, stała się znaczącym przedsiębiorstwem rolnym, prowadziła również wielkie warsztaty wytwarzające szaty i utensylia liturgiczne. W monasterze były zakupywane świece wykorzystywane we wszystkich parafiach PAKP.

### W czasie II wojny światowej

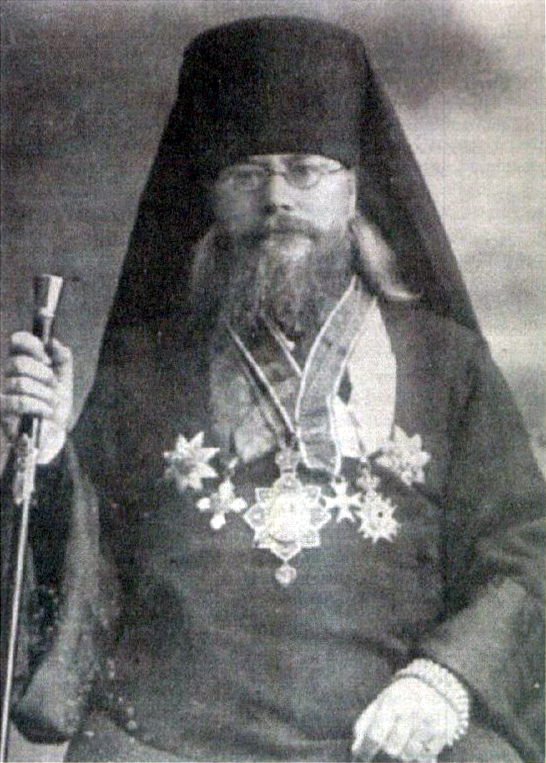
Arcybiskup wołyński Aleksy

Po agresji radzieckiej na Polskę 17 września 1939 Poczajów znalazł się na terytorium okupowanym przez ZSRR. Według wspomnień świadków wojska radzieckie zarekwirowały klasztorowi cały inwentarz, zapasy ziarna i żywności oraz maszyny rolnicze. Młodych mnichów oraz posłuszników zmuszono do opuszczenia monasteru i pozostali w nim jedynie starsi duchowni; tym samym liczba mieszkańców ławry spadła z 300 do 80. Mimo to cerkwie klasztorne pozostawały czynne; przestały natomiast istnieć instytucje charytatywne i oświatowe przy ławrze. Ławra Poczajowska ponownie przyjęła jurysdykcję patriarchatu moskiewskiego i pozostała w niej także po wybuchu konfliktu między zwolennikami autokefalii Kościoła prawosławnego na Ukrainie a jej przeciwnikami, co nastąpiło w 1941 (po agresji niemieckiej na ZSRR). Zwierzchnik Ukraińskiego Autonomicznego Kościoła Prawosławnego (uznającego zwierzchność Cerkwi Rosyjskiej) arcybiskup Aleksy regularnie służył w cerkwiach ławry, wyświęcał nowych biskupów i zorganizował kursy teologiczne dla kandydatów do kapłaństwa. 25 listopada 1941 w monasterze odbył się sobór Ukraińskiego Autonomicznego Kościoła Prawosławnego, który nadał arcybiskupowi Aleksemu godność patriarszego egzarchy Ukrainy. W roku następnym Aleksy zginął w zasadzce melnykowców. Ławra Poczajowska nie była w czasie okupacji atakowana przez Niemców.

### W ZSRR
W 1944, gdy Wołyń został zajęty przez Armię Czerwoną, ławra Poczajowska znalazła się w granicach obwodu tarnopolskiego Ukraińskiej SRR, w eparchii lwowskiej i tarnopolskiej Patriarchatu Moskiewskiego. Honorowym przełożonym monasteru został biskup lwowski. W 1951 w ławrze odbyły się uroczystości 300. rocznicy śmierci Hioba Poczajowskiego. Rozpoczęto również prace remontowe we wszystkich świątyniach kompleksu klasztornego. Równocześnie wspólnota została obłożona wysokimi podatkami, władze radzieckie ograniczyły liczbę jej członków. W 1950 w niewyjaśnionych okolicznościach po wizycie agenta służb bezpieczeństwa zmarł przełożony klasztoru archimandryta Józef.
W 1961 władze radzieckie odebrały monasterowi cały majątek ziemski z sadem, ogrodem, polem, pasieką i budynkami gospodarczymi. Zarekwirowany został także budynek bramy wjazdowej na teren ławry z przyległym do niego obiektem użytkowym, dawna rezydencja biskupa w monasterze i jeden z budynków mieszkalnych. W budynku połączonym z bramą zlokalizowano muzeum ateizmu, w którym znalazła się część ruchomego mienia także skonfiskowanego wspólnocie. W dawnym domu pielgrzyma umieszczono szpital psychiatryczny. Mnichom zabroniono prowadzenia remontów obiektów klasztornych, najmowania do pracy świeckich robotników ani przyjmowania młodych kandydatów do życia zakonnego. W 1961 zabroniono także organizacji pielgrzymek, prowadzenia domów noclegowych przy klasztorach i nocowania w cerkwiach. Wysokie podatki Ławra płaciła jedynie dzięki wsparciu materialnemu ze strony wiernych. Mnisi byli regularnie szykanowani przez KGB i milicję. Część z nich została skazana wyrokiem sądowym za nielegalne przebywanie w klasztorze bez meldunku (którego wcześniej zostali pozbawieni), inni byli poddawani przymusowemu leczeniu psychiatrycznemu, w jednym wypadku ze skutkiem śmiertelnym. W 1961 wspólnota monastyczna liczyła 140 osób, po kilku latach było ich tylko 35. Na klasztornym dziedzińcu wzniesiono pomnik Lenina.
W latach 70. XX wieku sytuacja ławry częściowo się poprawiła, chociaż klasztor pozostawał pod ścisłym nadzorem służb bezpieczeństwa. W 1975 w monasterze odbyły się wielkie uroczystości trzechsetnej rocznicy cudownego ocalenia przed najazdem tureckim, którym przewodniczył metropolita lwowski Mikołaj. W tym samym roku ławrę odwiedził patriarcha Rumunii Justynian, zaś w 1987 – patriarcha Konstantynopola Dymitr. W 1988 ponownie wydane zostało zezwolenie na przyjmowanie do wspólnoty młodych posłuszników. W 1990 uroczyście obchodzono 750. rocznicę powstania monasteru; obchodom przewodniczył patriarcha moskiewski i całej Rusi Aleksy II. W tym samym roku klasztor wznowił działalność wydawniczą i oświatową, ponownie otwarta została jego placówka filialna – zlikwidowany trzydzieści jeden lat wcześniej skit Świętego Ducha w Poczajowie.

### W niepodległej Ukrainie
Po ogłoszeniu przez Ukrainę niepodległości w 1991 w zachodnich obwodach kraju doszło do gwałtownych konfliktów wyznaniowych między Ukraińskim Kościołem Prawosławnym Patriarchatu Moskiewskiego, Kościołem katolickim obrządku bizantyjsko-ukraińskiego a niekanonicznymi prawosławnymi Kościołami narodowymi (Ukraiński Autokefaliczny Kościół Prawosławny i Ukraiński Kościół Prawosławny Patriarchatu Kijowskiego). Po stronie patriarchatu kijowskiego opowiedział się w 1992 przełożony ławry Poczajowskiej, biskup Jakub (Panczuk), jednak inni mnisi, pragnąc pozostać w jurysdykcji patriarchatu moskiewskiego, zmusili go do opuszczenia klasztoru. W tym samym roku miała miejsce próba siłowego przejęcia monasteru przez zwolenników Patriarchatu Kijowskiego. Również lokalna prasa wielokrotnie domagała się odebrania klasztoru patriarchatowi moskiewskiemu i przekazania go jednemu z narodowych ukraińskich związków wyznaniowych (na ziemi tarnopolskiej Ukraiński Kościół Prawosławny Patriarchatu Moskiewskiego pozostaje w zdecydowanej mniejszości). Istniał również projekt zamiany ławry w muzeum.
Nowym przełożonym wspólnoty został w 1992 hieromnich Teodor (Hajun), w tym samym roku wyświęcony na biskupa poczajowskiego. Z czasem władze niepodległej Ukrainy zwróciły ławrze część odebranego wcześniej majątku – niektóre budynki, część ziemi uprawnej. Muzeum ateizmu przestało istnieć, a w jego obiekcie rozmieszczono szkołę duchowną, podniesioną następnie do rangi seminarium. W dawnym szpitalu psychiatrycznym ponownie rozlokowano dom pielgrzyma.
W 1997 ławra Poczajowska otrzymała status monasteru stauropigialnego. Trwały remonty wchodzących w jej skład obiektów, od 1999 współfinansowane przez państwo. Monaster jest jednym z najważniejszych ukraińskich prawosławnych ośrodków pielgrzymkowych. Tradycyjnie utożsamiany jest z tą grupą ukraińskiego duchowieństwa, która popiera zachowanie ścisłych związków między swoim krajem a Rosją w sferze kościelnej.
W latach 2009–2013 na terenie ławry wzniesiony został nowy sobór Przemienienia Pańskiego. Został on wyświęcony 11 maja 2013 przez metropolitę kijowskiego i całej Ukrainy Włodzimierza.

## Wspólnota monastyczna

### Do XVI wieku
Początkowo na wzgórzu poczajowskim znajdowały się jedynie odosobnione siedziby anachoretów, którzy osiedlali się w grotach wzgórza lub sami wykuwali dla siebie cele w skale. Na początku XIII w. było to kilkunastu mnichów. Ich liczba wzrosła jeszcze w tym samym stuleciu do 25 osób, jednak następnie sukcesywnie spadała. Nie wiadomo, ilu zakonników żyło w Poczajowie w momencie, gdy ostatecznie został tam zarzucony pustelniczy tryb życia.

### Klasztor prawosławny (XVI–XVIII w.)
W dokumencie Anny Hojskiej z 1597 fundatorka nowej siedziby poczajowskich mnichów wskazuje, że klasztor przeznaczony jest dla ihumena, ośmiu mnichów i dwóch diaków. Liczba mnichów utrzymywała się na tym poziomie w pierwszych dziesięcioleciach istnienia klasztoru, wzrosła w okresie, gdy przełożonym monasteru był ihumen Hiob, tj. od ok. 1604 do 1651.

### Klasztor unicki
W II połowie XVIII w. w monasterze przebywało 42 zakonników. W klasztorze miał również swoją siedzibę bazyliański nowicjat oraz studium teologiczne dla członków zakonu. Od 1743 ławra Poczajowska była siedzibą protoarchimandryty (generała) Zakonu Bazylianów Świętego Jozafata.
Na początku XIX wieku w monasterze w Poczajowie przebywało 57 zakonników i jedenastu nowicjuszy.

### Klasztor prawosławny (od XIX w.)
W momencie włączenia do Rosyjskiego Kościoła Prawosławnego monaster w Poczajowie otrzymał prawo posługiwania się tytułem ławry i został zaliczony w poczet monasterów I klasy, zamieszkiwanych przez ponad 33 mnichów. Stosowny dekret Świątobliwego Synodu Rządzącego wskazywał w szczególności na konieczność zamieszkiwania w monasterze dwunastu hieromnichów i hierodiakonów, tj. optymalnej liczby duchownych przy nabożeństwach sprawowanych przez biskupa. Liczby mnichów bez święceń duchownych w dokumencie nie sprecyzowano, nie wyznaczając maksymalnych rozmiarów tej grupy. Honorowe zwierzchnictwo nad klasztorem nadano ordynariuszowi eparchii wołyńskiej zastępowanemu w codziennym administrowaniu monasterem przez namiestnika noszącego godność archimandryty.
W końcu XIX wieku w ławrze Poczajowskiej przebywało około stu mnichów.

### W dwudziestoleciu międzywojennym
W dwudziestoleciu międzywojennym stan osobowy ławry Poczajowskiej przedstawiał się następująco:
- w 1918 – dwóch archimandrytów, dwóch ihumenów, 30 hieromnichów, 19 hierodiakonów, 15 mnichów bez święceń duchownych, 15 posłuszników[57]
- w 1929 – trzech archimandrytów, dwunastu ihumenów, 26 hieromnichów, 16 hierodiakonów, 7 riasofornych posłuszników, 19 posłuszników, 26 świeckich pracowników[57]
- w 1930 – 74 mnichów (bez podanych godności i stopni duchownych)[57]
- w 1938 – 17 archimandrytów, 10 ihumenów, 36 hieromnichów, 18 hierodiakonów, 16 mnichów, 70 posłuszników[58].

Ławra Poczajowska była w dwudziestoleciu międzywojennym najważniejszym monasterem Polskiego Autokefalicznego Kościoła Prawosławnego i z tego powodu prawo honorowego zwierzchnictwa nad nią miał metropolita warszawski i całej Polski. Przez cały opisywany okres godność tę sprawował Dionizy (Waledyński). Za codzienne funkcjonowanie klasztoru odpowiedzialny był namiestnik, którego wyboru dokonywał sobór biskupów PAKP spośród mnichów posiadających już tytuł archimandryty lub ihumena. Jego zastępcę typował Sobór Duchowny Ławry Poczajowskiej z grona zakonników ze święceniami kapłańskimi. Swoje decyzje namiestnik z reguły konsultował z dziekanem monasterów diecezji wołyńskiej – funkcję tę pełnił biskup pomocniczy tejże diecezji lub delegowany mnich ławry Poczajowskiej.
Według danych z 1930 większość mnichów ławry Poczajowskiej posiadała wykształcenie podstawowe zdobyte w szkołach parafialnych przed 1914. Wyróżniała się również spora grupa absolwentów rosyjskich gimnazjów lub seminariów duchownych. W mniejszości byli mnisi, którzy ukończyli studia wyższe w zakresie teologii prawosławnej. Jeden z zakonników posiadał wyższe wykształcenie wojskowe, inny – muzyczne. Mnisi ławry Poczajowskiej uzupełniali swoją edukację w specjalnej Szkole Teologicznej dla mnichów działającej na terenie monasteru lub w seminarium duchownym w Krzemieńcu. Zdecydowana większość mnichów deklarowała narodowość ukraińską lub białoruską, natomiast wśród pozostałych szczególnie liczebni byli Rosjanie (1/3 składu osobowego wspólnoty).

### Po II wojnie światowej
Mnisi zamieszkujący ławrę Poczajowską przed II wojną światową pozostali w monasterze w czasie trwania konfliktu i po jego zakończeniu (czyli po zmianie granic państwowych). Mimo ograniczeń nałożonych na monaster przez władze radzieckie natychmiast po zakończeniu wojny w 1961 w klasztorze pozostawało jeszcze 140 mnichów. Ich liczba gwałtownie spadła dopiero wskutek prześladowania wspólnoty po objęciu władzy w ZSRR przez Nikitę Chruszczowa. Wskutek aresztowań mnichów, umieszczania ich w szpitalach psychiatrycznych i zmuszania do wyjazdu z monasteru, jak również wskutek zakazu przyjmowania posłuszników, liczba zakonników spadła do 35, a następnie nawet do 15.
Na początku lat 90. XX wieku zdecydowana większość członków wspólnoty była narodowości ukraińskiej. Trzech przełożonych – Jakub (Panczuk), Teodor (Hajun) i Włodzimierz (Moroz) – sprawowało swoje obowiązki nie z godnością archimandryty, lecz z tytułem biskupa poczajowskiego. Na początku XXI wieku w monasterze przebywało 300 mnichów.

## Uposażenie i sytuacja materialna monasteru
W końcu XVI wieku Anna Hojska przekazała wspólnocie większą część swojego majątku. W ciągu kolejnego stulecia głównym źródłem dochodów klasztoru było wsparcie ze strony zamożnych rodów wyznających prawosławie, w mniejszym stopniu odwiedzających monaster pielgrzymów. Wobec szerzenia się na wschodnich ziemiach Rzeczypospolitej katolicyzmu (w obrządku łacińskim, a po 1596 także bizantyńskim) i przyjmowania tego wyznania przez prawosławne dotąd rody szlacheckie dochody z pierwszego źródła stawały się coraz mniejsze. Również liczba wiernych prawosławnych stopniowo pomniejszała się, przy równoczesnym wzroście liczby unitów. W XVII wieku Firlejowie, którzy zostali po Hojskich właścicielami Poczajowa, kilkakrotnie odebrali mnichom należny im dochód i fundusze.
W rezultacie większy rozwój majątku monasteru stał się możliwy dopiero po przyjęciu unii przez poczajowską wspólnotę. Od tego momentu do odebrania unitom klasztoru w 1831 jego majątek, zasilany przez prywatne fundacje i beneficja sukcesywnie się powiększał. Również sama wspólnota dokonywała zakupów nowych gruntów. Szczególnie cenne fundacje przekazali monasterowi Potoccy, na czele z fundatorem soboru Zaśnięcia Matki Bożej Mikołajem Bazylim Potockim, starostą kaniowskim. Istotne źródło dochodu stanowiły ofiary mszalne składane przez wiernych oraz drukarnia klasztorna.
W XIX wieku, po ponownym przejęciu monasteru przez prawosławnych, otrzymywał on nadania od Świątobliwego Synodu Rządzącego oraz bezpośrednio od rządu rosyjskiego. Do 1918 majątek ławry Poczajowskiej osiągnął rozmiar 1500 hektarów gruntów ornych, składały się nań także pasieki, ogrody, łąki, lasy i stawy oraz budynki na terenie Poczajowa. Mnisi utrzymywali się ponadto ze sprzedaży wytwarzanych przez mnichów i posłuszników szat liturgicznych, utensyliów liturgicznych, wyrobów ślusarskich i ciesielskich, ikon. Część gruntów i obiektów użytkowych została wydzierżawiona, znaczącym źródłem dochodu była również stacja energetyczna zasilająca cały Poczajów. Część dochodu pochodziła z datków wiernych.
W 1934 we władaniu ławry Poczajowskiej pozostały 1134 dziesięciny ziemi, w tym 590 dziesięcin lasu, 25 – ogrodów, 25 – pasiek, 2,5 – stawów, 31,5 – nieużytków, 20 – ziemi dworskiej i 449 ziemi rolnej. Własnością monasteru było 50 budynków gospodarczych i 13 obiektów mieszkalnych. Całość została jeszcze w 1925 ubezpieczona w Polskiej Dyrekcji Ubezpieczeń na kwotę 98 750 złotych.
Majątek ławry Poczajowskiej został jej odebrany decyzją Rady Ministrów ZSRR z 16 października 1961. Mnisi stracili wówczas nie tylko posiadaną ziemię, ale i niektóre budynki użytkowe wchodzące w skład głównego kompleksu klasztornego. Także świątynie monasterskie nie były własnością mnichów, lecz jedynie były im dzierżawione. Majątek ten został częściowo zwrócony po 1991. 12 stycznia 2012 do Rady Najwyższej Ukrainy wpłynął projekt ustawy nakazującej zwrócenie Ukraińskiemu Kościołowi Prawosławnemu Patriarchatu Moskiewskiego wszystkich budynków o charakterze sakralnym skonfiskowanych monasterowi przez władze radzieckie. Przełożony klasztoru podkreślił, że wspólnota nie domaga się zwrotu całego mienia, jakie posiadała przed 1961.

## Obiekty wchodzące w skład architektonicznego zespołu klasztornego
Zespół klasztorny jest otoczony drogą miejską od północy, od wschodu okala go droga na Krzemieniec, przy której położone jest seminarium duchowne, od południa – droga na Tarnopol i od zachodu – droga na Radziwiłłów oraz Brody. Na teren klasztoru prowadzą dwa wejścia: od wschodu przez Świętą Bramę oraz od północy przez przejście podziemne od strony parkingu. Przy wschodnim wejściu mieści się biuro turystyczne, przy północnym – dom pielgrzyma.
Po prawej stronie od Świętej Bramy – w północno-wschodniej części zespołu klasztornego – usytuowany jest sobór Trójcy Świętej. Na południowy zachód od niego znajduje się dzwonnica, a za nią na północny zachód – cerkiew Pochwały Matki Bożej. W zachodniej części klasztoru zlokalizowany jest sobór Zaśnięcia Matki Bożej. Na północ od niego mieści się placyk ze studnią Hioba Poczajowskiego, a na południe – grota Hioba Poczajowskiego i cerkwie skalne.

### Sobór Zaśnięcia Matki Bożej
Sobór został wzniesiony w latach 1771–1779 według projektu Jana Gotfryda Hofmana (prace budowlane ukończyli w 1785 Piotr Polejowski i Franciszek Kulczycki) na wzór klasztorów rzymskokatolickich w Niemczech i Austrii, co oddaje latynizacyjne tendencje w poczajowskiej wspólnocie bazylianów. Zdaniem Krasnego wśród przyczyn takiego, a nie innego wyglądu soboru należy wskazać także chęć upodobnienia obiektu do starszych bazyliańskich cerkwi w innych ważnych unickich ośrodkach pielgrzymkowych: monasterze w Żyrowiczach i katedrze w Chełmie (początkowo rozważano utrzymanie obiektu w bardziej tradycyjnym dla architektury cerkiewnej stylu ruskim). Duże znaczenie dla ostatecznego kształtu świątyni miała również pozycja ławry Poczajowskiej wśród innych bazyliańskich klasztorów w Rzeczypospolitej.
Jest to trójnawowa bazylika z kopułą na szerokim bębnie i dwiema wieżami na fasadzie. Wystrój wnętrza utrzymany jest w stylu rokokowym. Jedynie główny ikonostas pochodzi z XIX w. i reprezentuje eklektyzm. Częścią ikonostasu jest Poczajowska Ikona Matki Bożej. Pierwotny, rokokowy ikonostas (usunięty w XIX stuleciu) był dziełem Polejowskiego i został skonstruowany na planie otwartej elipsy. Ponad królewskimi wrotami nie umieszczono żadnej ikony, lecz umożliwiono widok na flankowaną kolumnami nastawę ołtarza głównego z obrazem Chrystusa Arcykapłana. Z kolei nad każdym z dwojga wrót diakońskich znajdowały się po dwie kolumny, zaś między nimi – posągi świętych.
Architektura soboru Zaśnięcia Matki Bożej była wielokrotnie naśladowana, na mniejszą skalę, w budownictwie sakralnym I Rzeczypospolitej w ostatnich dekadach jej istnienia.
Sobór Zaśnięcia Matki Bożej znajduje się na miejscu starszych cerkwi monasterskich. Ostatnia z nich została wzniesiona w 1648 i zburzona w czasie prac nad budową nowej w XVIII w. Dostępne źródła ikonograficzne pozwalają stwierdzić, że była to jedna z nielicznych w I Rzeczypospolitej prawosławnych świątyń trójnawowych, na planie prostokąta.

### Sobór Trójcy Świętej
Sobór Trójcy Świętej w ławrze Poczajowskiej uważany jest za jedno z najcelniejszych dzieł wczesnego modernizmu rosyjskiego. Obiekt ten zaprojektował Aleksiej Szczusiew w stylu rosyjsko-bizantyńskim. Sobór pozbawiony jest praktycznie jakiegokolwiek dekoracyjnego detalu architektonicznego, do prostopadłościennej bryły budynku dostawiona jest walcowata baszta, ponad nawą wznosi się cebulasta kopuła. Architekt podkreślił szorstkość i masywność ścian cerkwi (z betonu). Dużych rozmiarów portale zdobiące wejścia dekorują z kolei freski, stylizowane na starsze malowidła-odkrywki wydobywane spod warstwy tynku. Wszystkie okna świątyni są maksymalnie zwężone.
Wnętrze soboru zdobi zespół fresków Nikołaja Rericha wykonany w stylu nawiązującym do malarstwa bizantyńskiego. „Archaiczną” formę nadano także ikonostasowi tejże świątyni, w którym całkowicie zrezygnowano z ozdobnej formy całości, jedynie ustawiając w rzędach pozbawione ozdobnych obramowań wizerunki świętych.

### Dzwonnica
Dzwonnica monasterska o wysokości 65 metrów została wzniesiona w latach 1861–1869 na miejscu starszej, zbudowanej w 1771. Kamień węgielny pod jej budowę położył w 1861 arcybiskup wołyński Antoni, zaś projekt obiektu wykonał architekt eparchialny Rastruchanow. Pragnął on, by architektura wieży pozostawała w harmonii z wyglądem głównego soboru. Najniższa kondygnacja dzwonnicy wzniesiona jest na planie krzyża, wyższe – na planie czworoboków. Całość wieńczy złocona kopuła. Na południowej ścianie budynku, nad wejściem, znajduje się wizerunek Matki Bożej wzorowany na ikonie poczajowskiej, zaś na ścianie północnej fresk z postacią św. Hioba Poczajowskiego. Na dzwonnicy znajduje się 13 dzwonów, z których największy waży 11,5 tony.

### Grota Hioba Poczajowskiego i cerkwie skalne
Na południowym skraju wzgórza poczajowskiego znajduje się kolejna cerkiew. Na jej terenie widoczne jest wejście do groty, w której za życia Hiob wielokrotnie udawał się na modlitwę. W grocie znajduje się relikwiarz z ozdobnym, wykonanym w 1889 baldachimem. Na ścianach pieczary znajdują się ikony świętego mnicha oraz sceny z jego życia i obrazujące wydarzenia związane z jego kultem: uzdrowienie ihumena Dosyteusza, pierwsza translacja relikwii, objawienie Hioba i Matki Boskiej w 1675.
Cerkiew została wzniesiona na miejscu dawnego cmentarza mnichów na koszt Mikołaja Bazylego Potockiego. Jej patronką początkowo była św. Barbara. W 1864 arcybiskup Arseniusz przeprowadził przebudowę świątyni, a w momencie ponownego poświęcenia nadał jej nowe wezwanie św. Hioba Poczajowskiego. Droga do cerkwi prowadzi po prowadzących coraz niżej schodach i przez długi korytarz, na którego ścianach znajdują się wizerunki świętych ziemi ruskiej. Zostali oni ukazani w grupach w zależności od stulecia, w którym żyli – najbliższej wejścia do świątyni widoczne są postacie świętych X i XI wieku. Światło wpada do pomieszczenia cerkiewnego przez pojedyncze okno; całość ma kształt wydłużonej galerii z widocznym wejściem do pieczary Hioba. Ściany cerkwi pokryte są malowidłami przedstawiającymi sceny Męki Pańskiej; wykonał je w 1888 mnich Paisjusz.
W skale wzgórza poczajowskiego pod cerkwią św. Hioba wydrążona jest jeszcze jedna świątynia – cerkiew Świętych Antoniego i Teodozjusza Pieczerskich.

### Cerkiew Pochwały Matki Bożej
W 1862 we wschodnim skrzydle budynku z celami mnichów, na miejscu najstarszej drukarni monasterskiej, została urządzona cerkiew Trójcy Świętej, której wezwanie zmieniono następnie na Pochwałę Matki Bożej. Dwanaście lat później mnisi wykonali w niej zespół malowideł ściennych z wizerunkami świętych związanych z Wołyniem oraz scenami Mycia Nóg Apostołom i Ostatniej Wieczerzy. Na ścianie cerkwi wypisano również treść modlitwy Ojcze nasz. W 1875 na chórze cerkwi urządzono dodatkowy ołtarz upamiętniający cudowne ocalenie ławry w 1675.
Do 1975 cerkiew Pochwały Matki Bożej była jedyną ocieplaną świątynią w kompleksie monasterskim i to w niej w miesiącach zimowych była przechowywana Poczajowska Ikona Matki Bożej.